# سمیر اویکانی
سمیر اویکانی (آلبانیایی: Samir Ujkani؛ زادهٔ ۵ ژوئیهٔ ۱۹۸۸) بازیکن فوتبال اهل آلبانی-کوزوو است.
از باشگاه‌هایی که در آن بازی کرده‌است می‌توان به باشگاه فوتبال لاتینا، باشگاه فوتبال جنوآ، باشگاه فوتبال کیه‌وو ورونا، باشگاه فوتبال پالرمو، باشگاه فوتبال امپولی و باشگاه فوتبال نووارا اشاره کرد.
او همچنین در تیم‌های ملی فوتبال زیر ۲۱ سال آلبانی، آلبانی و کوزوو بازی کرده‌است.